# Релігійний націоналізм
Релігійний націоналізм — це ставлення націоналізму до певної релігійної віри або догми. Це співвідношення може бути розбите на дві категорії: політизація релігії і вплив релігії на політику.
У першому аспекті вплив релігії можна побачити у спробі внести свій внесок у почуття національної єдності, бути загальною сполучною ланкою між громадянами країни. Інший політичний аспект релігії — підтримка національної ідентичності, як загальної етнічної приналежності, так і мови чи культури. Вплив релігії на політику більш ідеологічний, де нинішні інтерпретації релігійної ідеї стимулюють політичну активність та дії (наприклад, якісь закони приймаються для сприяння суворої релігійної приналежності).
Ідеологічно керований релігійний націоналізм не обов'язково може бути направлений проти інших релігій, як таких, але може бути сформульований у відповідь сучасності і, зокрема, як світський. Порушення балансу між релігійним і політичним аспектами і, апелюючи до національних почуттів, наприклад, ісламської ідентичності, як це часто бувало у Пакистані та Індонезії, може служити приводом регіональної напруженості.
Загалом багато типів націоналізму несуть в собі релігійні аспекти, але як маркер групової ідентичності, а не як внутрішню мотивацію для націоналістичних претензій.